# 旧埃斯坦西亚
旧埃斯坦西亚是巴西南大河州的一个市镇。总面积52.378平方公里，总人口40740人，人口密度777.8人/平方公里。